# Riacho Frio
Riacho Frio é um município brasileiro do estado do Piauí.
O município ganhou notoriedade nacional por ser a cidade brasileira com o maior índice de pessoas se declarando negras.

## História
Antigo refúgio de escravos que na sua grande maioria vieram de Angola ou do Congo e entravam no Piauí pela Bahia ou por Pernambuco. O professor do Núcleo de Pesquisas em Africanidades e Afrodescendências da Universidade Federal do Piauí, Stênio de Sousa Vieira, relata que ainda existe muitos quilombos na região sul do estado do Piauí. O município de Riacho Frio, foi desmembrado do município de Parnaguá, com sede no povoado do mesmo nome pela Lei estadual nº 4.680, datada de 26 de janeiro de 1994.

## Geografia
Localiza-se a uma latitude 10°07'31" sul e a uma longitude 44°57'09" oeste, estando a uma altitude de 400 metros. Sua população estimada em 2004 era de 4 461 habitantes.
Possui uma área de 2.221,95 km². O bioma é o Cerrado.

### Localização
| Noroeste: Monte Alegre do Piauí                                 | Norte: Monte Alegre do Piauí e Redenção do Gurgueia | Nordeste: Redenção do Gurgueia                   |
| Oeste: Monte Alegre do Piauí, Gilbués e São Gonçalo do Gurgueia |                                                     | Leste: Parnaguá, Curimatá e Redenção do Gurgueia |
| Sudoeste: Corrente                                              | Sul: Corrente e Parnaguá                            | Sudeste: Parnaguá                                |

## Demografia

### Composição étnica
A cidade de Riacho Frio é o município brasileiro com maior concentração de negros no país, sendo 61% da população se auto-declarando como pretos. A maioria da população é descendente de angolanos e congoleses.

### Religião
| Religião       | %    |
| -------------- | ---- |
| Catolicismo    | 91,7 |
| Protestantismo | 4,4  |
| Outras         | 0,3  |
| Sem religião   | 3,6  |

Igreja Católica
A maior parte da população riacho-friense se considera católica. A padroeira da cidade é Nossa Senhora do Perpétuo Socorro e em todo mês de junho há festejos para a santa passando por toda cidade.

## Economia
A agropecuária é basicamente a economia da cidade. Na área da agricultura, existe a produção arroz, cana-de-açúcar, feijão, mandioca, banana e manga. Na pecuária, tem a produção de asininos, aves, bovinos, caprinos, equinos, muares, ovinos e suínos.